# Bâtiment du Commandement général de l'armée
Le bâtiment du Commandement général de l'armée (en serbe cyrillique : Зграда Генералштаба ; en serbe latin : Zgrada Generalštaba) est situé à Belgrade, la capitale de la Serbie, dans la municipalité urbaine de Savski venac. Construit entre 1924 et 1928, il est inscrit sur la liste des biens culturels de la Ville de Belgrade.

## Présentation
Le bâtiment du Commandement général de l'armée, situé 33 rue Kneza Miloša, a été construit entre 1924 et 1928 par l'architecte russe Vasily Baumgarten (en) ; il fut, à l'époque, le premier édifice monumental construit à des fins militaires à Belgrade. Les façades sont caractéristiques du style académique, rythmées par des colonnes appartenant à l'ordre corinthien. Les avancées situées aux angles des bâtiments, sont soulignées par un double jeu de colonnes et par une architrave surmontée de groupes de sculptures appartenant au vocabulaire de l'architecture classique. Les sculptures de la façade ont été réalisées par le russe sur des dessins de l'architecte Ivan Ryk ; leur sujet militaire indique la fonction du bâtiment.
L'intérieur du bâtiment est richement décoré avec des ornements en stuc et des plafonds peints ; on y trouve particulièrement un haut-relief représentant Samson et le Lion, œuvre du sculpteur russe Vladimir Zagorodniuk.